# Taxiphyllum schweinfurthii
Taxiphyllum schweinfurthii là một loài Rêu trong họ Hypnaceae. Loài này được (Müll. Hal.) W.R. Buck miêu tả khoa học đầu tiên năm 1987.